# Glechon
Glechon — рід ароматних низьких кущів чи напівкущів, що населяють Парагвай, Уругвай, південь Бразилії, північний схід Аргентини; зростають на відкритих, вологих місцях.

## Біоморфологічна характеристика
Листки від еліптичних до яйцювато-лопатоподібних, ± цілі. Суцвіття сидячих 1–3-квіткових щитків у пазухах приквітків, часто скупчених до вершин пагонів. Чашечка слабо 2-губа до ± актиноморфної, 5-лопатева (3/2), частки ± рівні, передні частки іноді довші від задніх. Віночок білий або рожевий, 2-губий, 4–5-лопатевий (1–2/3), задня губа довша або рівна передній губі. Тичинок 2.

## Види
Рід містить 6 видів: 
1. Glechon ciliata Benth.
2. Glechon discolor Epling
3. Glechon elliptica C.Pereira & Hatschbach
4. Glechon hoehneana Epling
5. Glechon marifolia Benth.
6. Glechon thymoides Spreng.